# Víctor Herrera
Víctor Manuel Herrera Piggott (Panama, 18 aprile 1980) è un ex calciatore panamense, di ruolo centrocampista.

## Carriera

### Club
Comincia a giocare al Panamá Viejo. Nel 2001 si trasferisce allo Sporting San Miguelito, per poi essere acquistato dal Toluca. Nel 2002, dopo una breve esperienza al Necaxa, passa al Luis Ángel Firpo. Nel 2003 viene acquistato dal Millonarios. Nel 2004 si trasferisce al San Francisco. Nel 2007 passa al Puerto Rico Islanders. Nel 2009 torna al San Francisco. Nel 2010 viene acquistato dallo Sporting San Miguelito. Conclude la propria carriera nel 2013, dopo aver giocato per una stagione al San Francisco.

### Nazionale
Ha debuttato in Nazionale nel 2000. Ha partecipato, con la maglia della Nazionale, alla Gold Cup 2007 e alla Gold Cup 2009. Ha collezionato in totale, con la maglia della Nazionale, 33 presenze e 3 reti.

## Palmarès

### Club

#### Competizioni nazionali
- Asociación Nacional Pro Fútbol: 4

Panamá Viejo: 2000-2001
San Francisco: 2005, 2006, 2009